# Zmieraczek plażowy
Zmieraczek plażowy (Talitrus saltator) – gatunek z rodziny zmieraczkowatych (Talitridae), obunogi skorupiak żyjący w Europie na wybrzeżach Morza Północnego, Oceanu Atlantyckiego (od południowej Norwegii do Morza Śródziemnego) i Bałtyku. Porusza się zginając odwłok.
W Polsce gatunek ten objęty jest od października 2014 częściową ochroną gatunkową, a wcześniej objęty był ochroną ścisłą.